# Aldora
Aldora és una població dels Estats Units a l'estat de Geòrgia. Segons el cens del 2000 tenia 98 habitants.

## Demografia
Segons el cens del 2000, Aldora tenia 98 habitants, 43 habitatges, i 30 famílies. La densitat de població era de 114,7 habitants per km².
Dels 43 habitatges en un 23,3% hi vivien nens de menys de 18 anys, en un 58,1% hi vivien parelles casades, en un 11,6% dones solteres, i en un 30,2% no eren unitats familiars. En el 27,9% dels habitatges hi vivien persones soles el 18,6% de les quals corresponia a persones de 65 anys o més que vivien soles. El nombre mitjà de persones vivint en cada habitatge era de 2,28 i el nombre mitjà de persones que vivien en cada família era de 2,73.
Per edats la població es repartia de la següent manera: un 19,4% tenia menys de 18 anys, un 4,1% entre 18 i 24, un 22,4% entre 25 i 44, un 28,6% de 45 a 60 i un 25,5% 65 anys o més.
L'edat mediana era de 50 anys. Per cada 100 dones de 18 o més anys hi havia 92,7 homes.
La renda mediana per habitatge era de 22.083 $ i la renda mediana per família de 22.083 $. Els homes tenien una renda mediana de 20.625 $ mentre que les dones 19.583 $. La renda per capita de la població era de 10.693 $. Entorn del 10,7% de les famílies i l'11,8% de la població estaven per davall del llindar de pobresa.

## Poblacions més properes
El següent diagrama mostra les poblacions més properes.